# Galeria Miejska Arsenał w Poznaniu
Galeria Miejska Arsenał w Poznaniu (GaMA) – galeria sztuki współczesnej na Starym Rynku w Poznaniu, samorządowa instytucja kultury, której organizatorem jest Urząd Miasta Poznania. Organizuje wystawy, wydarzenia i prowadzi działalność wydawniczą. Jej siedziba znajduje się w modernistycznym budynku w ramach bloku śródrynkowego, przy uliczce Jana Baptysty Quadro.

## Działalność
Galeria Miejska Arsenał przez lata działała pod różnymi nazwami oraz w różnych miejscach na terenie Poznania. Od 1997 roku nosi obecną nazwę, a od 1962 roku działa na Starym Rynku w Poznaniu. Jej zadaniem jest prezentacja środowiska poznańskiego w formie wystaw indywidualnych i salonów sztuki. Zakres działalności galerii obejmuje również wystawy ogólnopolskie i zagraniczne.
W Galerii Miejska Arsenał wystawiane są dzieła malarskie, grafika, rzeźba, rysunek, performance i sztuka wideo. 

## Historia
- 1946 – Salon Sztuk Plastycznych ZPAP przy al. Marcinkowskiego,
- 1949 – delegatura Centralnego Biura Wystaw Artystycznych,
- 1957 – przeniesienie CBWA do budynku odwachu na Starym Rynku,
- 1962 – przeprowadzka do nowo wybudowanego budynku „Arsenału” z nazwą Biuro Wystaw Artystycznych i funkcją oficjalnej galerii miasta,
- 1997 – zmiana nazwy na „Galeria Miejska Arsenał”[4],
- 2009 – instalacja na ścianie zewnętrznej elektronicznego zegara odliczającego czas do rozpoczęcia Euro 2012[5],
- 2014–2018 – siedziba poznańskiego fotoplastykonu,
- 2020–2024 – modernizacja budynku[6].

## Dyrekcja
- 1997–2014 – Wojciech Makowiecki[7] (wicedyrektorka Zofia Starikiewicz)
- 2014–2017 – Piotr Bernatowicz (wicedyrektorzy kolejno: Georgi Gruew i Krystyna Różańska-Gorgolewska)
- od 2017 – Marek Wasilewski (wicedyrektorka do 2023 – Zofia Nierodzińska)

## Architektura

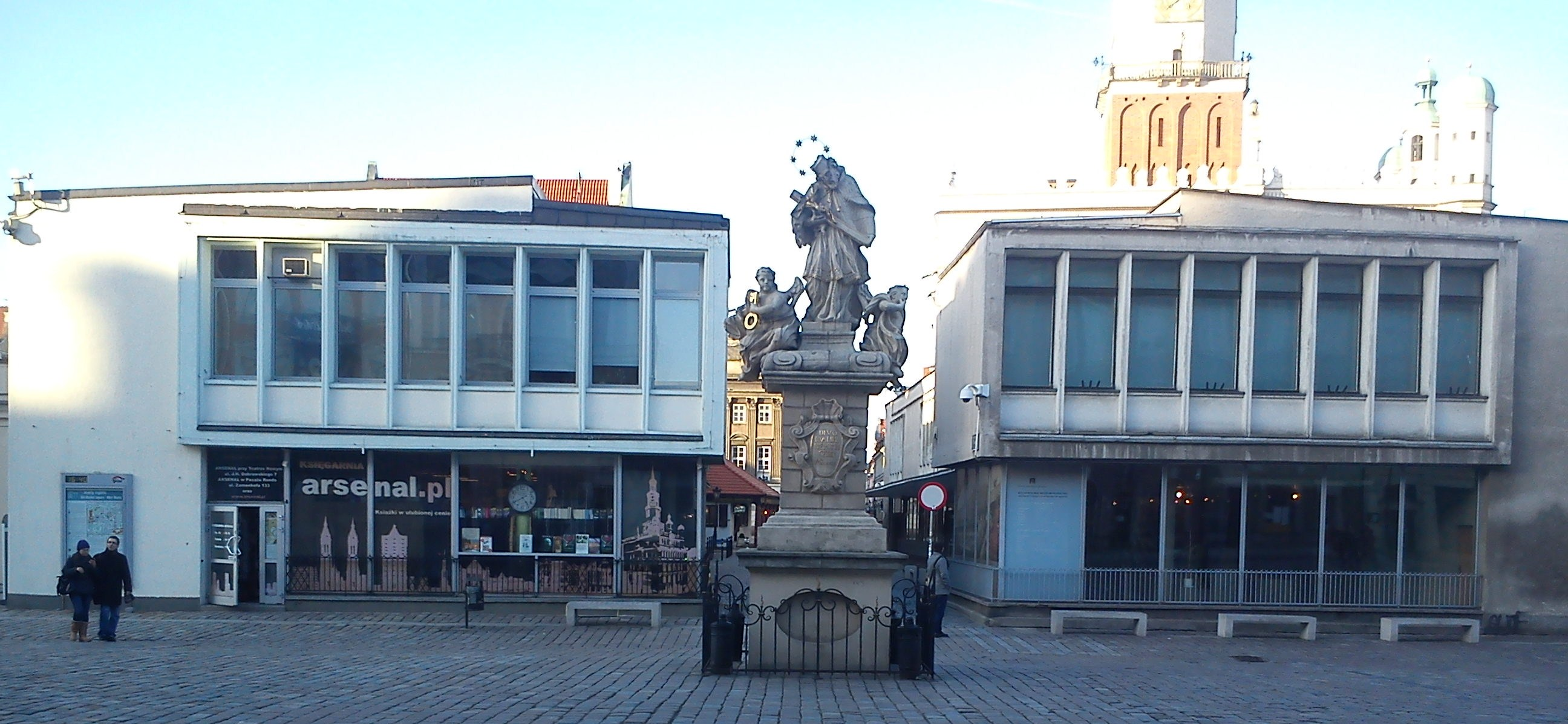
Galeria Miejska Arsenał (po lewej) i Wielkopolskie Muzeum Wojskowe (po prawej) od południa, figura św. Jana Nepomucena na środku

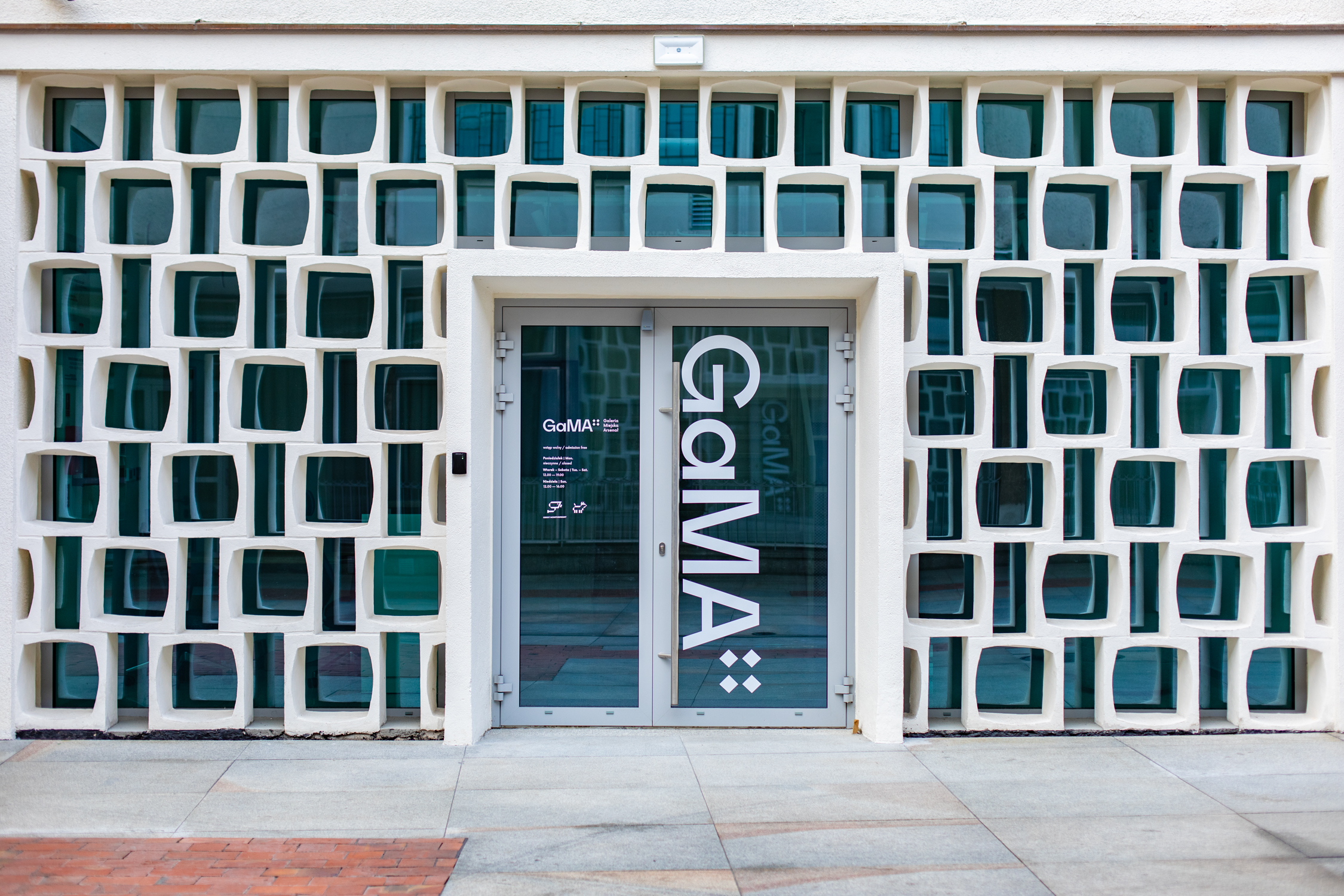
Wejście wschodnie

Odbudowa bloku śródrynkowego poznańskiego Starego Rynku była po II wojnie światowej przedmiotem licznych rozważań. Ze względu na brak szczegółowych przekazów ikonograficznych dotyczących sukiennic poznańskich rejon ten stał się poligonem doświadczalnym dla różnorakiej myśli architektonicznej.
W 1954 ogłoszono konkurs na zabudowę terenu dawnych sukiennic, do którego zaproszono cztery zespoły z Poznania i jeden z Warszawy, pod kierunkami: Jana Cieślińskiego, Aleksandra Holasa, Stanisława Pogórskiego, Zbigniewa Zielińskiego, Mieczysława Kuzmy (Warszawa). Wyróżniono zespoły Cieślińskiego i Zielińskiego. Oba pracowały następnie wspólnie nad realizacją zadania. Odbudowano część arsenału w formach historycznych (trójkątne szczyty), resztę arsenału i sukiennice zaprojektowano natomiast w formie nowoczesnych pawilonów, opartych na autentycznych fundamentach. Autorami projektu byli: Jan Cieśliński, Zygmunt Lutomski i Regina Pawulanka.
Arsenał pierwotnie planowano przeznaczyć na sklep i serwis RTV, a sukiennice – na Cepelię. Ostatecznie (po otwarciu w 1962) w pierwszym budynku zagościło Biuro Wystaw Artystycznych, a w drugim Wielkopolskie Muzeum Wojskowe.
Nowoczesna zabudowa bloku śródrynkowego jest jedną z najbardziej kontrowersyjnych realizacji architektonicznych w powojennym Poznaniu i nieustannie zbiera głosy krytyki, ale i aprobaty ze strony znawców i miłośników architektury XX wieku.